# Palausalangan
Palausalangan (Aerodramus pelewensis) är en fågel i familjen seglare.

## Utseende och läte
Palausalanganen är en liten och mestadels enfärgat ljusbrun salangan. Hjässan är något mörkare, stjärten lätt kluven och strupen kanelbrun. Den liknar guamsalanganen men är mycket ljusare. Lätena består huvudsakligen av serier med insektsliknande sträva ljud och tjirpanden.

## Utbredning och systematik
Fågelns utbredningsområde är i låglandet på Palau i västra Karolinerna. Den behandlas som monotypisk, det vill säga att den inte delas in i några underarter.

## Status
Arten har ett begränsat utbredningsområde, men beståndet anses vara stabilt. IUCN kategoriserar den som livskraftig.